# 小林光一 (歌手)
小林 光一（こばやし こういち、1982年5月25日 - ）は、日本のシンガーソングライターである。

## 略歴
超飛行少年（スーパーフライングボウイ）のVocal&Guitarとして、2006年にコロムビアミュージックエンタテインメントよりメジャーデビュー。
2010年5月5日、代官山UNITでのライブ「Goodnight our songs」をもって解散。
同年、4ピースパンク・ロックバンドSAY MY NAME.を結成。
2012年、SAY MY NAME.と同時進行でソロ活動開始。
2012年10月より、IBS茨城放送「JUMP!」の第2木曜パーソナリティを勤める。
2016年4月、ロッテ/ACUO『トーリロボ』のテーマの歌を担当。

## ディスコグラフィー

### ミニアルバム
1. HOMEWORKS（2012年11月7日）STARIVER
  1. OKの合図
  2. Swing
  3. These Days
  4. Walk Around
  5. 明日には
  6. 鏡の歌（弾き語り）
2. Now Or Never(2016年9月14日)STARIVER
  1. Now Or Never
  2. さよならいつか
  3. 雨のち曇りのちその先
  4. 明日になれば
  5. Wheels
  6. Say You Go
  7. 明日には(弾き語り)

## 提供曲
- 平野綾 - 「Up To Date」、「Let's Go!」

## ミュージックビデオ
| 監督 | 曲名             |
| ZACK | Now Or Never「」 |